# Belgische Badmintonmeisterschaft 1956
Die Belgische Badmintonmeisterschaft 1956 fand in Löwen statt. Es war die achte Auflage der nationalen Badmintonmeisterschaften von Belgien.	

## Titelträger
| Disziplin    | Gold                                  | Silber                          |
| ------------ | ------------------------------------- | ------------------------------- |
| Herreneinzel | Guy van Branteghem                    | Faber                           |
| Dameneinzel  | J. Boulet                             | Rita Murphy                     |
| Herrendoppel | Guy van Branteghem Jean Boulet        | Hogge Robert Mommaerts          |
| Damendoppel  | J. Boulet J. Verplancke de Diepenhede | Rita Murphy Tuytens             |
| Mixed        | Faber J. Boulet                       | Guy van Branteghem Vandermissen |